# Eumecynostomum macrobursalium
Eumecynostomum macrobursalium är en plattmaskart som först beskrevs av Westblad 1946.  Eumecynostomum macrobursalium ingår i släktet Eumecynostomum och familjen Mecynostomidae. Inga underarter finns listade i Catalogue of Life.